# Ichneumon paradoxus
Ichneumon paradoxus là một loài tò vò trong họ Ichneumonidae.